# Ashita no Joe (TV-serie)
Ashita no Joe (あしたのジョー), japansk tecknad TV-serie baserad på mangan med samma namn av Tetsuya Chiba och Asao Takamori.

## Ashita no Joe
Den första serien producerades 1970–71 av Mushi Pro samtidigt som mangan ännu ritades. Serien var Osamu Dezakis förstlingsverk som regissör, och precis som i hans senare serier gjordes figurgestaltningen och stora delar av animationen av Akio Sugino. Även Dezaki själv fick ibland hjälpa till med animationen på grund av personal- och tidsbrist. Även om serien är grovt tecknad och tekniskt på en nivå typisk för sin tid, var den visuellt nydanande, och banade vägen för Dezakis typiska registil.
Eftersom mangan ännu ritades då TV-serien sändes fick man snabbt slut på material, och då serien avslutades 1971 befann man sig mitt uppe i historien. Den avslutande matchen hölls mellan Joe och Carlos Rivera.

## Ashita no Joe 2
Tio år senare blev Dezaki ombedd av Tokyo Movie Shinsha att göra en uppföljare. Dezaki, som tidigare hade uttryckt sitt missnöje med den långfilm som utan hans inblandning producerats 1980, tackade ja och samlade ihop en stor del av medarbetarna från den gamla serien. Som tidigare stod Akio Sugino för figurdesignen och animationen. Tekniskt sett är den nya serien betydligt mer polerad än föregångaren, men råbarkad i den gekiga-stil som såväl paret Dezaki/Sugino som mangans upphovsmän stod för. Influenser från den framgångsrika amerikanska filmserien om Rocky Balboa går också att spåra.
Historien utgår från Tōru Rikiishis dödsfall. Joe har kastat in handskarna och återgått till sitt kringflackande liv på gatan, och Danpei har börjat ta till flaskan igen. Shirakis boxningsgym befinner sig i kris sedan deras främste boxare dött. När Joe en dag dyker upp hos Danpei bestämmer de två sig för att åter en gång utmana boxningsvärlden, men Joe måste kämpa sig upp från början igen, innan han kan ta sig an världsstjärnor som Carlos Rivera och José Mendoza.
Även om premisserna för serien är annorlunda bygger den på samma historia som den förra, utan att vara en direkt fortsättning – i 70-talsserien hade Joe redan en gång mött Rivera.